# Grâce-Berleur
Grâce-Berleur (wa. Gråce-Bierleu) – dzielnica (section) gminy Grâce-Hollogne w Belgii, w Regionie Walońskim, w prowincji Liège, w okręgu Liège. 1 stycznia 2020 roku liczyła 10 871 mieszkańców. Do 31 grudnia 1976 r. samodzielna gmina. 

## Demografia
Liczba mieszkańców, stan na 1 stycznia:
| Rok                | 1930 | 1947 | 1961 | 2020   |
| ------------------ | ---- | ---- | ---- | ------ |
| Liczba mieszkańców | 6836 | 7474 | 8502 | 10 871 |